# تاج الدين السبكي
أَبُو نَصْرٍ تَاجُ الدِّيْنِ عَبْدُ الوَهَّابِ بْنُ عَلِيٍّ بْنِ عَبْدِ الكَافِيِّ السُّبْكيُّ ، (1327 - 1370م / 727 هـ - 771 هـ) فقيه شافعي، ومؤرخ عربي وقاضي القضاة في دمشق، انتقل إلى دمشق مع والده الفقيه تقي الدين السُّبْكي وهو صغير فسكنها وعاش حياته وأصبح من أشهر القضاة في دمشق وتوفي بها. كان طلق اللسان، قوى الحجة، انتهت إليه قضاء القضاة في دمشق ثم عاد إلى دمشق واكمل مسيرته في الفقه والقضاء.

## مؤلفاته
له الكثير من المؤلفات، منها:
- معيد النعم ومبيد النقم، (في السلوك الواجب على أصحاب مختلف المهن)[4]
- السيف المشهور في شرح عقيدة أبي منصور
- شرح مختصر ابن الحاجب
- الإبهاج في شرح المنهاج، شرح منهاج البيضاوي في أصول الفقه.
- القواعد المشتملة على الأشباه والنظائر.
- طبقات الشافعية الكبرى والوسطى والصغرى.
- جمع الجوامع في أصول الفقه.
- أوضح المسالك إلى المناسك في الفقه
- كتاب الأربعين في الحديث
- قاعدة في الجرح والتعديل
- معجم الشيوخ

## وفاته
توفي تاج الدين شهيدا بالطاعون (بالدهشة) ظاهر دمشق، في ذي الحجة. خطب يوم الجمعة، وطعن ليلة السبت رابعه، ومات ليلة الثلاثاء 7 ذو الحجة 771 هـ الموافق 2 يوليو 1370 م، ودفن بتربة السبكية بسفح قاسيون، عن أربع وأربعين سنة، بعد أن جلا صفحة مشرقة في تاريخ علماء المسلمين.